# Phrynobatrachus
Famille
Synonymes
- Hemimantidae Hoffmann, 1878
- Phrynobatrachinae Laurent, 1941 "1940"

Genre
Synonymes
- Stenorhynchus Smith, 1849
- Heteroglossa Hallowell, 1858
- Hemimantis Peters, 1863
- Leptoparius Peters, 1863
- Dimorphognathus Boulenger, 1906
- Pararthroleptis Ahl, 1925 "1923"
- Hylarthroleptis Ahl, 1925 "1923"
- Phrynodon Parker, 1935
- Pseudarthroleptis Deckert, 1938
- Micrarthroleptis Deckert, 1938

Phrynobatrachus est un genre d'amphibiens, le seul de la famille des Phrynobatrachidae.

## Répartition
Les 89 espèces de ce genre se rencontrent en Afrique subsaharienne, à l'exception du sud-ouest de l'Afrique du Sud.

## Liste des espèces
Selon Amphibian Species of the World (11 juin 2017) :
- Phrynobatrachus acridoides (Cope, 1867)
- Phrynobatrachus acutirostris (Nieden, 1912)
- Phrynobatrachus africanus (Hallowell, 1858)
- Phrynobatrachus albifer (Ahl, 1924)
- Phrynobatrachus albomarginatus (De Witte, 1933)
- Phrynobatrachus alleni (Parker, 1936)
- Phrynobatrachus annulatus (Perret, 1966)
- Phrynobatrachus anotis (Schmidt & Inger, 1959)
- Phrynobatrachus asper (Laurent, 1951)
- Phrynobatrachus auritus (Boulenger, 1900)
- Phrynobatrachus batesii (Boulenger, 1906)
- Phrynobatrachus bequaerti (Barbour & Loveridge, 1929)
- Phrynobatrachus breviceps (Pickersgill, 2007)
- Phrynobatrachus brevipalmatus (Ahl, 1925)
- Phrynobatrachus brongersmai (Parker, 1936)
- Phrynobatrachus bullans Crutsinger, Pickersgill, (Channing, & Moyer, 2004)
- Phrynobatrachus calcaratus (Peters, 1863)
- Phrynobatrachus chukuchuku (Zimkus, 2009)
- Phrynobatrachus congicus (Ahl, 1925)
- Phrynobatrachus cornutus (Boulenger, 1906)
- Phrynobatrachus cricogaster (Perret, 1957)
- Phrynobatrachus cryptotis (Schmidt & Inger, 1959)
- Phrynobatrachus dalcqi (Laurent, 1952)
- Phrynobatrachus danko (Blackburn, 2010)
- Phrynobatrachus dendrobates (Boulenger, 1919)
- Phrynobatrachus dispar (Peters, 1870)
- Phrynobatrachus elberti (Ahl, 1925)
- Phrynobatrachus francisci (Boulenger, 1912)
- Phrynobatrachus fraterculus (Chabanaud, 1921)
- Phrynobatrachus gastoni (Barbour & Loveridge, 1928)
- Phrynobatrachus ghanensis (Schiøtz, 1964)
- Phrynobatrachus giorgii (De Witte, 1921)
- Phrynobatrachus graueri (Nieden, 1911)
- Phrynobatrachus guineensis (Guibé & Lamotte, 1962)
- Phrynobatrachus gutturosus (Chabanaud, 1921)
- Phrynobatrachus hieroglyphicus (Rödel, Ohler, & Hillers, 2010)
- Phrynobatrachus horsti (Rödel, Burger, Zassi-Boufou, Emmrich, Penner, & Barej, 2015)
- Phrynobatrachus hylaios (Perret, 1959)
- Phrynobatrachus inexpectatus (Largen, 2001)
- Phrynobatrachus intermedius (Rödel, Boateng, Penner, & Hillers, 2009)
- Phrynobatrachus irangi (Drewes & Perret, 2000)
- Phrynobatrachus jimzimkusi (Zimkus, Gvoždík, & Gonwouo, 2013)
- Phrynobatrachus kakamikro (Schick, Zimkus, Channing, Köhler, & Lötters, 2010)
- Phrynobatrachus keniensis (Barbour & Loveridge, 1928)
- Phrynobatrachus kinangopensis (Angel, 1924)
- Phrynobatrachus krefftii (Boulenger, 1909)
- Phrynobatrachus latifrons (Ahl, 1924)
- Phrynobatrachus leveleve (Uyeda, Drewes, & Zimkus, 2007)
- Phrynobatrachus liberiensis (Barbour & Loveridge, 1927)
- Phrynobatrachus mababiensis (FitzSimons, 1932)
- Phrynobatrachus maculiventris (Guibé & Lamotte, 1958)
- Phrynobatrachus manengoubensis (Angel, 1940)
- Phrynobatrachus mayokoensis (Rödel, Burger, Zassi-Boulou, Emmrich, Penner, & Barej, 2015)
- Phrynobatrachus minutus (Boulenger, 1895)
- Phrynobatrachus nanus (Ahl, 1925)
- Phrynobatrachus natalensis (Smith, 1849)
- Phrynobatrachus njiomock (Zimkus & Gvoždík, 2013)
- Phrynobatrachus ogoensis (Boulenger, 1906)
- Phrynobatrachus pakenhami (Loveridge, 1941)
- Phrynobatrachus pallidus (Pickersgill, 2007)
- Phrynobatrachus parkeri (De Witte, 1933)
- Phrynobatrachus parvulus (Boulenger, 1905)
- Phrynobatrachus perpalmatus (Boulenger, 1898)
- Phrynobatrachus petropedetoides (Ahl, 1924)
- Phrynobatrachus phyllophilus (Rödel & Ernst, 2002)
- Phrynobatrachus pintoi (Hillers, Zimkus, & Rödel, 2008)
- Phrynobatrachus plicatus (Günther, 1858)
- Phrynobatrachus pygmaeus (Ahl, 1925)
- Phrynobatrachus rainerguentheri (Rödel, Onadeko, Barej, & Sandberger, 2012)
- Phrynobatrachus rouxi (Nieden, 1912)
- Phrynobatrachus rungwensis (Loveridge, 1932)
- Phrynobatrachus ruthbeateae (Rödel, Doherty-Bone, Kouete, Janzen, Garrett, Browne, Gonwouo, Barej, & Sandberger, 2012)
- Phrynobatrachus sandersoni (Parker, 1935)
- Phrynobatrachus scapularis (De Witte, 1933)
- Phrynobatrachus scheffleri (Nieden, 1911)
- Phrynobatrachus schioetzi (Blackburn & Rödel, 2011)
- Phrynobatrachus steindachneri (Nieden, 1910)
- Phrynobatrachus sternfeldi (Ahl, 1924)
- Phrynobatrachus stewartae (Poynton & Broadley, 1985)
- Phrynobatrachus sulfureogularis Laurent, 1951
- Phrynobatrachus taiensis (Perret, 1988)
- Phrynobatrachus tokba (Chabanaud, 1921)
- Phrynobatrachus ukingensis (Loveridge, 1932)
- Phrynobatrachus ungujae (Pickersgill, 2007)
- Phrynobatrachus uzungwensis Grandison & Howell, 1983
- Phrynobatrachus versicolor (Ahl, 1924)
- Phrynobatrachus villiersi (Guibé, 1959)
- Phrynobatrachus vogti (Ahl, 1924)
- Phrynobatrachus werneri (Nieden, 1910)

## Publications originales
- Günther, 1862 : Descriptions of new species of reptiles and fishes in the collection of the British Museum. Proceedings of the Zoological Society of London, vol. 1862, p. 188-194 (texte intégral).
- Laurent, 1941 "1940" : Contribution à lostéologie et à la systématique des ranides africains. Première note. Revue de Zoologie et de Botanique Africaines, vol. 34, p. 74-96.